# Tókai (oblast)

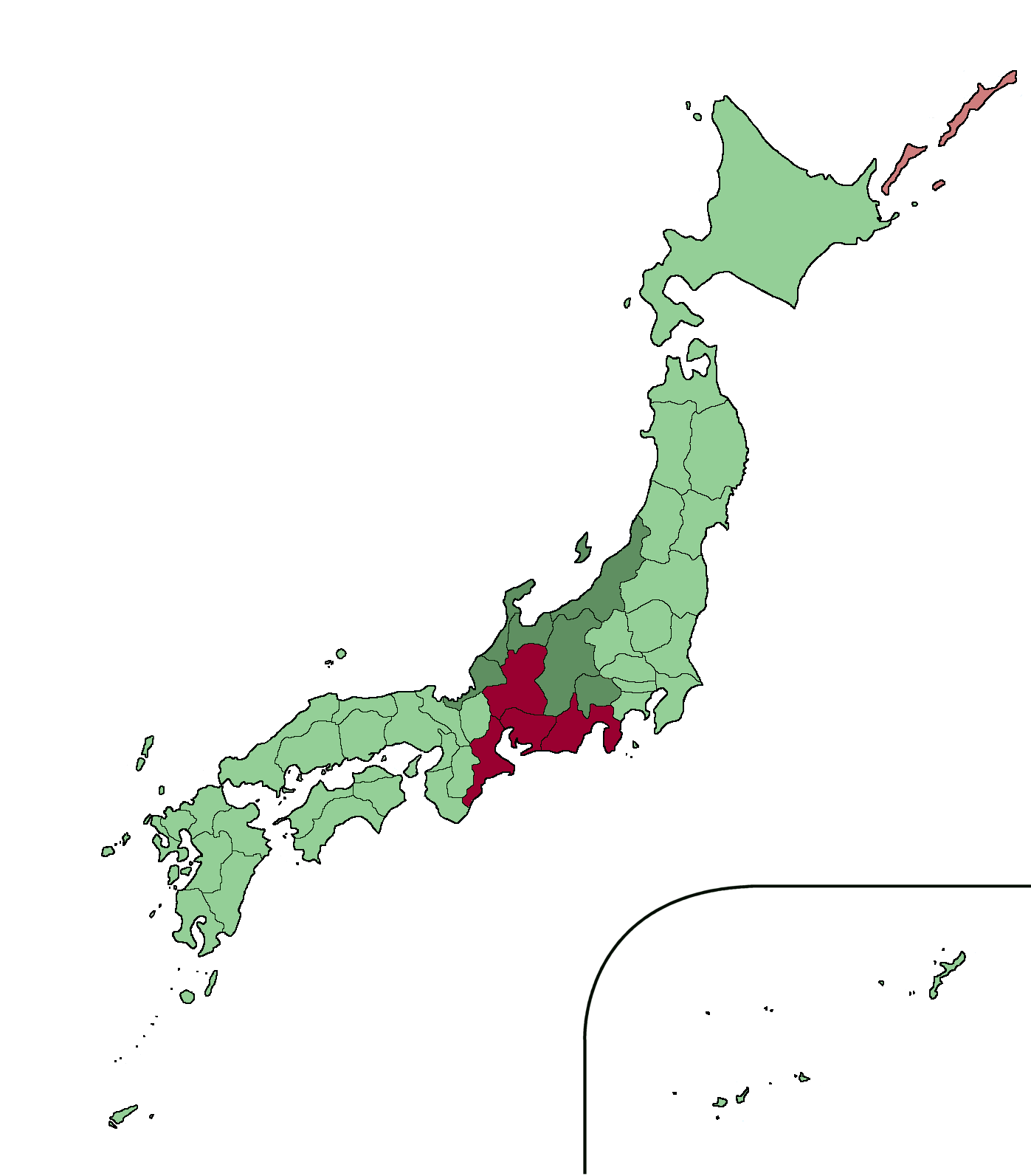
Oblast Tókai (šedě) je součástí regionu Čúbu (hnědě)

Oblast Tókai (東海地方; Tókai-čihó, česky: Oblast východního moře) je součástí japonského regionu Čúbu ležící na pobřeží Tichého oceánu. Název získala podle významné staré cesty Tókaidó (doslova: Cesta podél východního moře), jedné z „Pěti cest do Eda“.
Vymezení celé oblasti je neustálené. Z geografického úhlu pohledu sem patří prefektury Šizuoka, Aiči a jižní část prefektury Gifu, ale z ekonomického hlediska jsou obzvláště silné vazby mezi Aiči, Gifu a Mie.